# Парламент Пакистана
Парламент Пакистана (урду مجلس شوریٰ پاکستان, Majlis-e-Shūrā Pākistān; англ. Parliament of Pakistan) — федеральный законодательный орган (парламент) Пакистана. На 2013 год Парламент Пакистана отличается самым большим в исламском мире процентом мест, занимаемых женщинами.

## Состав
Современный парламент состоит из двух палат:
- Верхняя палата — Сенат Пакистана
- Нижняя палата — Национальная ассамблея Пакистана.

Согласно 50 статье Конституции, в парламент также входит президент Пакистана.

### Национальная ассамблея
Национальная ассамблея является нижней палатой парламента Пакистана. В неё входят 342 депутата, из которых 272 избираются тайным голосованием, 60 мест предоставлено женщинам и 10 — религиозным меньшинствам. С 19 марта 2008 года по 3 июня 2013 года спикером Национальной ассамблеи была женщина Фехмида Мирза. С 1 марта 2024 года эту должность занимает Сардар Садик.

### Сенат
Сенат является верхней палатой парламента Пакистана. В него входит 100 депутатов, избираемых депутатами нижней палаты федерального парламента и законодательных собраний провинций. Срок полномочий сената — 6 лет. Треть состава сената обновляется каждые 2 года. Председатель Сената — Юсуф Раза Гилани (с 9 апреля 2024 года).

## Нынешний состав

### Национальная ассамблея
Последние выборы в Национальную ассамблею Пакистана состоялись 11 мая 2013 года.
| Партия                              | Места |
| ----------------------------------- | ----- |
| Пакистанская мусульманская лига (Н) | 185   |
| Пакистанская народная партия        | 42    |
| Техрик-е-Инсаф                      | 35    |
| Движение Муттахида Кауми            | 23    |
| Джамият Улема-е-Ислам               | 15    |
| Пакистанская мусульманская лига (Ф) | 6     |
| Джамаат-и-ислами                    | 4     |
| Мухтунква Милли авари               | 4     |
| Народная национальная партия        | 3     |
| Пакистанская мусульманская лига (К) | 2     |
| Национальная партия Авами           | 1     |
| Пакистанская мусульманская лига (З) | 1     |
| Мусульманская лига Авами            | 1     |
| Авами Джамзури Иттехад              | 1     |
| Партия национального спасения       | 1     |
| Национальная партия Пакистана       | 1     |
| Лига мусульман Пакистана            | 1     |
| Партия Ватан                        | 1     |
| Беспартийные                        | 9     |
| Всего                               | 342   |

### Сенат
| Партия                              | места |
| ----------------------------------- | ----- |
| Пакистанская народная партия        | 27    |
| Пакистанская мусульманская лига (Н) | 26    |
| Движение Муттахида Кауми            | 8     |
| Национальная партия Авами           | 7     |
| Техрик-е-Инсаф                      | 6     |
| Джамиат Улема-е-Ислам               | 5     |
| Пакистанская мусульманская лига (К) | 4     |
| Мухтунква Милли авари               | 3     |
| Национальная партия Пакистана       | 3     |
| Партия национального спасения-А     | 2     |
| Партия национального спасения       | 1     |
| Пакистанская мусульманская лига (Ф) | 1     |
| Джамаат-е-Ислами=                   | 1     |
| Беспартийные                        | 10    |
| Всего                               | 104   |